# Hann. Münden
Hann. Münden (Hannoversch Münden) er en by og kommune i det centrale Tyskland, beliggende under Landkreis Göttingen i delstaten Niedersachsen. Byen ligger ved delstatens sydgrænse mod nabo-delstaten Hessen.
Ved Hann. Münden flyder kildefloderne Werra og Fulda sammen og bliver til floden Weser. Kommunen har cirka 24.525 indbyggere (31. dec. 2010). Så indbyggertallet er let faldende i forhold til året 2003, hvor det var 28.000.